# Andrea Frigerio
Andrea Luisa Mitchelstein (Buenos Aires, 30 de agosto de 1961), conocida artísticamente como Andrea Frigerio, es una actriz, modelo y presentadora argentina.

## Carrera
Comenzó su carrera profesional como modelo. Fue portada de revistas de moda en distintas ediciones.
En 1989 comenzó a trabajar como presentadora de televisión, conduciendo Doce más uno. En 1991 tuvo un romance con el periodista Daniel Mendoza (1943-1992).
En febrero de 1992 pasaron unas vacaciones en Buzios (Brasil), pero al retornar a Buenos Aires el vínculo empezó a deteriorarse porque Mendoza se negaba al pedido de Frigerio de que se separara de su esposa, María Cossio (productora de televisión).
Frigerio se cansó de esperar hasta que se enamoró de su actual marido, Lucas Bocchino.
El 13 de agosto de 1992, Frigerio se despidió del programa y partió hacia Nueva York junto con su novio Lucas Bocchino.
Al día siguiente (14 de agosto de 1992), Mendoza concurrió por última vez a su noticiero, y avisó que el lunes 17 no iría. Ese lunes se disparó en el corazón con un arma calibre 32. Su cuerpo fue encontrado sin vida en su apartamento ubicado en barrio de Belgrano.
En 1993 y 1994, Frigerio condujo con Jorge Rial haciendo un programa llamado El periscopio (emitido por América TV), coanimó  el Festival Internacional de la Canción de Viña del Mar junto a Antonio Vodanovic la quinta noche del certamen y en 1995 El paparazzi acompañado del mismo conductor (emitido por Telefé y producido por Marcelo Tinelli a través de TM Producciones). 
En 1996 participó de un segmento de Videomatch ―programa conducido por Marcelo Tinelli― haciendo cámaras ocultas, lo que le valió una nominación como mejor labor cómica en los Premios Martín Fierro.
De 1998 a 2000 condujo un programa de juegos, Viva la diferencia. También hizo simultáneamente este programa en Canal 13 de Paraguay.
Como actriz en televisión, fue una de las actrices principales en el exitoso programa humorístico Poné a Francella, emitido por Telefé en 2001 y 2002 junto a Guillermo Francella. En 2003 realizó participaciones especiales en la comedia Son amores. En 2004 y 2005 se destacó su protagónico en la exitosa comedia Los Roldán. En teatro realizó varias obras, como La casa de Bernarda Alba, Money Money y Taxi entre otros.
En 2007 comenzó en el canal América TV a conducir un programa de preguntas y respuestas llamado Sabes más que un chico de 5.º grado? y simultáneamente todas las mañanas hacía en vivo el programa Hola América en el canal de cable Fox Sports para toda Latinoamérica.
En 2009 hizo una participación especial como villana en la comedia Los exitosos Pells emitida por Telefé.
En 2012 regresó a Telefé, donde interpretó a la villana de La dueña, la telenovela que marcó el regreso a la actuación de la conductora Mirtha Legrand.
Fue la cara de varias empresas y realizó distintas publicidades. Entre las más destacadas, hizo campañas publicitarias para las marcas Maidenform (Argentina), Cocot, Impulse, Sedal, Tofi, Coca Cola, Quilmes, Lux y durante años fue la cara de Pantene.
En 2015 comenzó su carrera cinematográfica en el filme Pasaje de vida de Diego Corsini. En 2016 tuvo un papel de reparto en El ciudadano ilustre, una película de comedia dramática dirigida por Mariano Cohn y Gastón Duprat, escrita por Andrés Duprat y protagonizada por Oscar Martínez, ganadora de grandes premios (Festival Internacional de Cine de Venecia y Premios Goya). En 2017 tuvo un papel de reparto en la película Desearás al hombre de tu hermana dirigida por Diego Kaplan. En 2018 coprotagonizó la película Rojo dirigida por Benjamín Naishtat, ganadora del Premio a Mejor película en el Festival Internacional de Cine de San Sebastián. Ese mismo año tuvo papeles de reparto en Mi obra maestra de Gastón Duprat, Solo el amor de Diego Corsini y Andy Caballero, y la película paraguaya Leal, solo hay una forma de vivir.
En 2019 publicó su primer libro titulado Belleza emocional y formó el reparto de la telenovela Argentina, tierra de amor y venganza por Canal 13, donde interpretó a la villana principal Madama Ivonne. También apareció en la serie unitaria del mismo canal, Otros pecados, donde hizo el papel de una terapeuta.
En 2020 apareció en la película El encanto de Juan Sasiaín y Ezequiel Tronconi.

## Filmografía

### Programas de televisión
| Año         | Título                               | Rol        |
| ----------- | ------------------------------------ | ---------- |
| 1989        | Doce más uno                         | Conductora |
| 1991        | Despertar al país                    | Conductora |
| 1993 - 1994 | El periscopio                        | Conductora |
| 1995        | El paparazzi                         | Conductora |
| 1996        | Videomatch                           | Humorista  |
| 1998        | La batalla de los sexos              | Conductora |
| 1998        | Afectos especiales                   | Conductora |
| 1998 - 2000 | Viva la diferencia                   | Conductora |
| 2001        | Al que le toca, le toca              | Conductora |
| 2007        | ¿Sabes más que un chico de 5º grado? | Conductora |
| 2009        | Hola América                         | Conductora |

### Ficciones de televisión
| Año         | Título                               | Personaje                      | Canal                  | Notas                                  |
| ----------- | ------------------------------------ | ------------------------------ | ---------------------- | -------------------------------------- |
| 2001 - 2002 | Poné a Francella                     | Varios personajes              | Telefé                 | Actuación en scketchs                  |
| 2003        | Son amores                           | Cristina Carmona / Nadine      | Canal 13               | Participación, temporada 2             |
| 2004        | Los Roldán                           | Cecilia Bernardis              | Telefé                 | Protagonista                           |
| 2006        | Se dice amor                         | Clara Peralta                  | Telefé                 | Elenco secundario                      |
| 2006        | Amas de casa desesperadas            | Elba Salgari                   | Canal 13               | Participación                          |
| 2008        | Variaciones                          | Andrea Frías                   | TV Pública             | Episodio: "Estrella"                   |
| 2008        | Los exitosos Pells                   | Alejandra "Alex"               | Telefé                 | Elenco secundario                      |
| 2011        | Un año para recordar                 | Alejandra "Alex"               | Telefé                 | Participación                          |
| 2011        | Adictos                              | Giovanna Ferri                 | Canal 10               | Episodio: "Titiriteros"                |
| 2012        | La dueña                             | Lourdes Rivero                 | Telefé                 | Elenco secundario                      |
| 2013        | Solamente vos                        | Ella misma                     | Canal 13               | Invitada                               |
| 2015        | Variaciones Walsh                    | Beatriz                        | TV Pública             | Episodio: "Nota al pie"                |
| 2018        | Rizhoma Hotel                        | Valeria                        | Telefé                 | Episodio: "Secretos del presidente"    |
| 2019        | El host                              | Ella misma                     | Fox Channel / Canal 13 | Invitada, temporada 2                  |
| 2019        | Argentina, tierra de amor y venganza | Madamme Ivonne / Olga Bertuzzi | Canal 13               | Antagonista                            |
| 2019        | Otros pecados                        | Terapeuta                      | Canal 13               | Episodio: "Kadish para un bar mitzvah" |
| 2022        | El primero de nosotros               | Samantha Koch                  | Telefé                 | Participación especial                 |
| 2022        | Limbo                                | Lucrecia Aiz                   | Star+                  | Elenco principal                       |
| 2023        | How to be a carioca                  | Graciela                       | Star+                  | Elenco secundario                      |

### Cine
| Año  | Título                            | Personaje         | Director                          |
| ---- | --------------------------------- | ----------------- | --------------------------------- |
| 2015 | Pasaje de vida                    | Julia             | Diego Corsini                     |
| 2016 | El ciudadano ilustre              | Irene             | Mariano Cohn y Gastón Duprat      |
| 2017 | Desearás al hombre de tu hermana  | Carmen            | Diego Kaplan                      |
| 2018 | Leal, solo hay una forma de vivir | Ángeles           | Pietro Scappini y Rodrigo Salomón |
| 2018 | Mi obra maestra                   | Dudú              | Gastón Duprat                     |
| 2018 | Rojo                              | Susana            | Benjamín Naishtat                 |
| 2018 | Solo el amor                      | Maia Levin        | Diego Corsini y Andy Caballero    |
| 2020 | El encanto                        | Claudia           | Juan Sasiaín y Ezequiel Tronconi  |
| 2022 | Amor sin sentido                  | Sandra            | Gastón Margolin                   |
| 2023 | Oliva                             | Graciela          | Luciano Leyrado                   |
| 2023 | La extorsión                      | Carolina Guerrero | Martino Zaidelis                  |
| 2023 | Puan                              | Silvia            | María Alché y Benjamín Naishtat   |
| 2024 | Una jirafa en el balcón           | Lydia Muñoz       | Diego Yaker                       |

## Teatro
| Año         | Título                   | Teatro              |
| ----------- | ------------------------ | ------------------- |
| 2003        | Una Eva y dos salames    |                     |
| 2004        | Money money              |                     |
| 2005        | Taxi 1                   |                     |
| 2007        | Mama original            |                     |
| 2009 - 2010 | Rumores                  |                     |
| 2015        | La casa de Bernarda Alba |                     |
| 2018        | Cuerpos perfectos        | MultiTabarís Comafi |

## Premios y nominaciones
| Premio                                                            | Año  | Obra                 | Categoría               | Resultado |
| ----------------------------------------------------------------- | ---- | -------------------- | ----------------------- | --------- |
| Premios Martín Fierro                                             | 1996 | Videomatch           | Mejor labor cómica      | Nominada  |
| Academia de las Artes y Ciencias Cinematográficas de la Argentina | 2016 | El ciudadano ilustre | Mejor actriz de reparto | Nominada  |
| Academia de las Artes y Ciencias Cinematográficas de la Argentina | 2018 | Rojo                 | Mejor actriz de reparto | Nominada  |
| Premios Cóndor de Plata                                           | 2019 | Rojo                 | Mejor actriz de reparto | Nominada  |